# Província de Calataiud

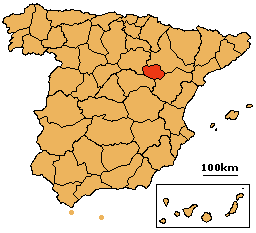
Mapa de la divisió provincial de 1822.

La província de Calataiud va ser una província espanyola creada el 27 de gener de 1822, durant el Trienni Liberal, amb capital a Calataiud.
La seua població era de 105.947 habitants, un 0,9% de la població total espanyola. Amb la restauració de l'absolutisme, es va revocar aquesta divisió territorial l'1 d'octubre de 1823, per tal de tornar a la divisió anterior.
La Reforma de Javier de Burgos en 1833 va recuperar la divisió de 1822, excepte les províncies de Calataiud, Villafranca del Bierzo i Xàtiva.
L'any 1842 es va obrir de nou el debat sobre la creació de la Província de Calataiud però va comptar amb una gran oposició per part de les províncies veïnes de Saragossa, Sòria i Guadalajara, sense prosperar la idea.